# Hollywood Undead/Diskografie
Diese Diskografie ist eine Übersicht über die musikalischen Werke der US-amerikanischen Rap-Rock-/Nu-Metal-Band Hollywood Undead. Den Schallplattenauszeichnungen zufolge hat sie bisher mehr als 10,7 Millionen Tonträger verkauft, davon alleine in ihrem Heimatland zehn Millionen. Ihre erfolgreichsten Veröffentlichungen sind die Singles Undead und Everywhere I Go mit jeweils über 2,2 Millionen verkauften Einheiten.

## Alben

### Studioalben
| Jahr | Titel Musiklabel                               | Höchstplatzierung, Gesamtwochen, AuszeichnungChartplatzierungen (Jahr, Titel, Musiklabel, Platzierungen, Wochen, Auszeichnungen, Anmerkungen) | Höchstplatzierung, Gesamtwochen, AuszeichnungChartplatzierungen (Jahr, Titel, Musiklabel, Platzierungen, Wochen, Auszeichnungen, Anmerkungen) | Höchstplatzierung, Gesamtwochen, AuszeichnungChartplatzierungen (Jahr, Titel, Musiklabel, Platzierungen, Wochen, Auszeichnungen, Anmerkungen) | Höchstplatzierung, Gesamtwochen, AuszeichnungChartplatzierungen (Jahr, Titel, Musiklabel, Platzierungen, Wochen, Auszeichnungen, Anmerkungen) | Höchstplatzierung, Gesamtwochen, AuszeichnungChartplatzierungen (Jahr, Titel, Musiklabel, Platzierungen, Wochen, Auszeichnungen, Anmerkungen) | Höchstplatzierung, Gesamtwochen, AuszeichnungChartplatzierungen (Jahr, Titel, Musiklabel, Platzierungen, Wochen, Auszeichnungen, Anmerkungen) | Anmerkungen                                                   |
| Jahr | Titel Musiklabel                               | DE | AT | CH | UK | US | Rock | Anmerkungen                                                   |
| ---- | ---------------------------------------------- | --- | --- | --- | --- | --- | --- | ------------------------------------------------------------- |
| 2008 | Swan Songs A&M/Octone, Polydor                 | — | — | — | UK85 Silber · (1 Wo.)UK | US22 Platin · (83 Wo.)US | Rock8 (62 Wo.)Rock | Erstveröffentlichung: 2. September 2008 Verkäufe: + 1.140.000 |
| 2011 | American Tragedy A&M/Octone, Polydor           | — | — | — | UK43 Silber · (1 Wo.)UK | US4 Gold · (24 Wo.)US | Rock2 (27 Wo.)Rock | Erstveröffentlichung: 5. April 2011 Verkäufe: + 560.000       |
| 2013 | Notes from the Underground A&M/Octone, Polydor | — | — | — | UK99 (1 Wo.)UK | US2 (8 Wo.)US | Rock1 (8 Wo.)Rock | Erstveröffentlichung: 8. Januar 2013                          |
| 2015 | Day of the Dead Interscope                     | DE34 (1 Wo.)DE | AT65 (1 Wo.)AT | — | UK34 (1 Wo.)UK | US18 (5 Wo.)US | Rock4 (9 Wo.)Rock | Erstveröffentlichung: 31. März 2015                           |
| 2017 | Five BMG                                       | DE24 (1 Wo.)DE | AT17 (1 Wo.)AT | CH40 (1 Wo.)CH | UK31 (1 Wo.)UK | US22 (1 Wo.)US | Rock3 (2 Wo.)Rock | Erstveröffentlichung: 27. Oktober 2017                        |
| 2020 | New Empire, Vol. 1 BMG                         | DE30 (1 Wo.)DE | AT39 (1 Wo.)AT | CH43 (1 Wo.)CH | UK54 (1 Wo.)UK | US125 (1 Wo.)US | Rock14 (1 Wo.)Rock | Erstveröffentlichung: 14. Februar 2020                        |
| 2020 | New Empire, Vol. 2 BMG                         | — | — | — | — | US134 (1 Wo.)US | — | Erstveröffentlichung: 4. Dezember 2020                        |
| 2022 | Hotel Kalifornia BMG                           | DE51 (1 Wo.)DE | — | — | — | US149 (1 Wo.)US | Rock29 (1 Wo.)Rock | Erstveröffentlichung: 12. August 2022                         |

### Livealben
| Jahr | Titel Musiklabel                       | Höchstplatzierung, Gesamtwochen, AuszeichnungChartplatzierungen (Jahr, Titel, Musiklabel, Platzierungen, Wochen, Auszeichnungen, Anmerkungen) | Höchstplatzierung, Gesamtwochen, AuszeichnungChartplatzierungen (Jahr, Titel, Musiklabel, Platzierungen, Wochen, Auszeichnungen, Anmerkungen) | Höchstplatzierung, Gesamtwochen, AuszeichnungChartplatzierungen (Jahr, Titel, Musiklabel, Platzierungen, Wochen, Auszeichnungen, Anmerkungen) | Höchstplatzierung, Gesamtwochen, AuszeichnungChartplatzierungen (Jahr, Titel, Musiklabel, Platzierungen, Wochen, Auszeichnungen, Anmerkungen) | Höchstplatzierung, Gesamtwochen, AuszeichnungChartplatzierungen (Jahr, Titel, Musiklabel, Platzierungen, Wochen, Auszeichnungen, Anmerkungen) | Höchstplatzierung, Gesamtwochen, AuszeichnungChartplatzierungen (Jahr, Titel, Musiklabel, Platzierungen, Wochen, Auszeichnungen, Anmerkungen) | Anmerkungen                             |
| Jahr | Titel Musiklabel                       | DE | AT | CH | UK | US | Rock | Anmerkungen                             |
| ---- | -------------------------------------- | --- | --- | --- | --- | --- | --- | --------------------------------------- |
| 2009 | Desperate Measures A&M/Octone, Polydor | — | — | — | — | US29 (4 Wo.)US | Rock10 (4 Wo.)Rock | Erstveröffentlichung: 10. November 2009 |

### Remixalben
| Jahr | Titel Musiklabel                           | Höchstplatzierung, Gesamtwochen, AuszeichnungChartplatzierungen (Jahr, Titel, Musiklabel, Platzierungen, Wochen, Auszeichnungen, Anmerkungen) | Höchstplatzierung, Gesamtwochen, AuszeichnungChartplatzierungen (Jahr, Titel, Musiklabel, Platzierungen, Wochen, Auszeichnungen, Anmerkungen) | Höchstplatzierung, Gesamtwochen, AuszeichnungChartplatzierungen (Jahr, Titel, Musiklabel, Platzierungen, Wochen, Auszeichnungen, Anmerkungen) | Höchstplatzierung, Gesamtwochen, AuszeichnungChartplatzierungen (Jahr, Titel, Musiklabel, Platzierungen, Wochen, Auszeichnungen, Anmerkungen) | Höchstplatzierung, Gesamtwochen, AuszeichnungChartplatzierungen (Jahr, Titel, Musiklabel, Platzierungen, Wochen, Auszeichnungen, Anmerkungen) | Höchstplatzierung, Gesamtwochen, AuszeichnungChartplatzierungen (Jahr, Titel, Musiklabel, Platzierungen, Wochen, Auszeichnungen, Anmerkungen) | Anmerkungen                             |
| Jahr | Titel Musiklabel                           | DE | AT | CH | UK | US | Rock | Anmerkungen                             |
| ---- | ------------------------------------------ | --- | --- | --- | --- | --- | --- | --------------------------------------- |
| 2011 | American Tragedy Redux A&M/Octone, Polydor | — | — | — | — | US29 (4 Wo.)US | Rock49 (1 Wo.)Rock | Erstveröffentlichung: 21. November 2011 |

### EPs
| Jahr | Titel Musiklabel                       | Höchstplatzierung, Gesamtwochen, AuszeichnungChartplatzierungen (Jahr, Titel, Musiklabel, Platzierungen, Wochen, Auszeichnungen, Anmerkungen) | Höchstplatzierung, Gesamtwochen, AuszeichnungChartplatzierungen (Jahr, Titel, Musiklabel, Platzierungen, Wochen, Auszeichnungen, Anmerkungen) | Höchstplatzierung, Gesamtwochen, AuszeichnungChartplatzierungen (Jahr, Titel, Musiklabel, Platzierungen, Wochen, Auszeichnungen, Anmerkungen) | Höchstplatzierung, Gesamtwochen, AuszeichnungChartplatzierungen (Jahr, Titel, Musiklabel, Platzierungen, Wochen, Auszeichnungen, Anmerkungen) | Höchstplatzierung, Gesamtwochen, AuszeichnungChartplatzierungen (Jahr, Titel, Musiklabel, Platzierungen, Wochen, Auszeichnungen, Anmerkungen) | Höchstplatzierung, Gesamtwochen, AuszeichnungChartplatzierungen (Jahr, Titel, Musiklabel, Platzierungen, Wochen, Auszeichnungen, Anmerkungen) | Anmerkungen                         |
| Jahr | Titel Musiklabel                       | DE | AT | CH | UK | US | Rock | Anmerkungen                         |
| ---- | -------------------------------------- | --- | --- | --- | --- | --- | --- | ----------------------------------- |
| 2009 | Swan Songs B-Sides A&M/Octone, Polydor | — | — | — | — | US124 (1 Wo.)US | Rock50 (1 Wo.)Rock | Erstveröffentlichung: 23. Juni 2009 |

Weitere EPs
- 2010: Swan Songs Rarities (A&M/Octone, Polydor)
- 2010: Black Dahlia Remixes (A&M/Octone, Polydor)
- 2018: Psalms (BMG)

## Singles

### Als Leadmusiker
| Jahr | Titel Album                       | Höchstplatzierung, Gesamtwochen, AuszeichnungChartplatzierungen (Jahr, Titel, Album, Platzierungen, Wochen, Auszeichnungen, Anmerkungen) | Höchstplatzierung, Gesamtwochen, AuszeichnungChartplatzierungen (Jahr, Titel, Album, Platzierungen, Wochen, Auszeichnungen, Anmerkungen) | Höchstplatzierung, Gesamtwochen, AuszeichnungChartplatzierungen (Jahr, Titel, Album, Platzierungen, Wochen, Auszeichnungen, Anmerkungen) | Höchstplatzierung, Gesamtwochen, AuszeichnungChartplatzierungen (Jahr, Titel, Album, Platzierungen, Wochen, Auszeichnungen, Anmerkungen) | Höchstplatzierung, Gesamtwochen, AuszeichnungChartplatzierungen (Jahr, Titel, Album, Platzierungen, Wochen, Auszeichnungen, Anmerkungen) | Höchstplatzierung, Gesamtwochen, AuszeichnungChartplatzierungen (Jahr, Titel, Album, Platzierungen, Wochen, Auszeichnungen, Anmerkungen) | Anmerkungen                                                  |
| Jahr | Titel Album                       | DE | AT | CH | UK | US | Rock | Anmerkungen                                                  |
| ---- | --------------------------------- | --- | --- | --- | --- | --- | --- | ------------------------------------------------------------ |
| 2008 | No. 5 Swan Songs                  | — | — | — | — | US— GoldUS | — | Erstveröffentlichung: 18. März 2008 Verkäufe: + 500.000      |
| 2008 | Undead Swan Songs                 | — | — | — | UK— SilberUK | US— ×2DoppelplatinUS | — | Erstveröffentlichung: 26. August 2008 Verkäufe: + 2.200.000  |
| 2009 | Young Swan Songs                  | — | — | — | — | US— GoldUS | — | Erstveröffentlichung: 13. April 2009 Verkäufe: + 500.000     |
| 2009 | Everywhere I Go Swan Songs        | — | — | — | UK— SilberUK | US— ×2DoppelplatinUS | — | Erstveröffentlichung: 29. Juli 2009 Verkäufe: + 2.200.000    |
| 2010 | Black Dahlia Swan Songs           | — | — | — | — | US— GoldUS | — | Erstveröffentlichung: 13. September 2010 Verkäufe: + 500.000 |
| 2010 | Hear Me Now American Tragedy      | — | — | — | — | US— GoldUS | Rock23 (20 Wo.)Rock | Erstveröffentlichung: 21. Dezember 2010 Verkäufe: + 500.000  |
| 2011 | Comin’ in Hot American Tragedy    | — | — | — | — | US— GoldUS | — | Erstveröffentlichung: 9. April 2011 Verkäufe: + 500.000      |
| 2011 | Bullet American Tragedy           | — | — | — | — | US— GoldUS | — | Erstveröffentlichung: 10. August 2011 Verkäufe: + 500.000    |
| 2012 | We Are Notes from the Underground | — | — | — | — | US— GoldUS | Rock33 (1 Wo.)Rock | Erstveröffentlichung: 29. Oktober 2012 Verkäufe: + 500.000   |
| 2014 | Day of the Dead                   | — | — | — | — | US— GoldUS | Rock17 (2 Wo.)Rock | Erstveröffentlichung: 21. Oktober 2014 Verkäufe: + 500.000   |
| 2017 | California Dreaming Five          | — | — | — | — | — | Rock46 (1 Wo.)Rock | Erstveröffentlichung: 24. Juli 2017                          |
| 2017 | Whatever It Takes Five            | — | — | — | — | — | Rock44 (2 Wo.)Rock | Erstveröffentlichung: 25. August 2017                        |

grau schraffiert: keine Chartdaten aus diesem Jahr verfügbar
Weitere Singles
- 2008: Christmas in Hollywood
- 2009: This Love, This Hate
- 2009: Dove and Grenade
- 2011: Been to Hell
- 2011: Coming Back Down
- 2011: My Town
- 2011: Levitate
- 2011: Levitate (Digital Dog Club Mix)
- 2013: Dead Bite
- 2013: Dead Bite (Dead Planets Remix)
- 2013: Another Way Out
- 2015: Usual Suspects
- 2015: Gravity
- 2015: How We Roll
- 2015: Live Forever
- 2015: Disease
- 2015: War Child
- 2017: Renegade
- 2017: We Own the Night
- 2018: Whatever It Takes (Remix)
- 2018: Gotta Let Go
- 2018: Another Level
- 2019: Already Dead
- 2019: Time Bomb
- 2020: Empire
- 2020: Idol (feat. Tech N9ne)
- 2020: The End / Undead (mit Zero 9:36)
- 2020: Coming Home
- 2020: Heart of a Champion (Remix) (feat. Ice Nine Kills & Papa Roach)
- 2020: Gonna Be OK
- 2021: Runawa (feat. Imanbek)
- 2021: Shadows (feat. Blasterjaxx)
- 2022: Chaos
- 2022: Wild in These Streets
- 2022: City of the Dead
- 2022: Trap God
- 2023: Evil
- 2023: Salvation
- 2023: House of Mirrors (feat. Jelly Roll)
- 2024: Hollywood Forever
- 2025: Saviors

### Als Gastmusiker
- 2021: For the Glory (All Good Things feat. Hollywood Undead)

## Musikvideos
- 2006: No. 5 (2006 Version)
- 2006: Black Dahlia
- 2008: No. 5 (2008 Version)
- 2008: Undead
- 2009: Young
- 2009: Everywhere I Go
- 2011: Hear Me Now
- 2011: Been to Hell
- 2011: Comin’ in Hot
- 2011: Levitate (Digital Dog Club Mix)
- 2012: We Are
- 2013: My Town
- 2013: Dead Bite
- 2015: Day of the Dead
- 2015: Usual Suspects
- 2015: Gravity
- 2016: California Dreaming
- 2016: Whatever It Takes
- 2017: Renegade
- 2017: We Own the Night
- 2017: Black Cadillac
- 2018: Your Life
- 2018: Whatever It Takes (Remix)
- 2018: Gotta Let Go
- 2018: Another Level
- 2019: Riot
- 2019: Levitate
- 2019: Already Dead
- 2020: Empire
- 2020: Nightmare
- 2020: Idol
- 2020: The End / Undead
- 2020: Heart of a Champion (Remix)
- 2022: Chaos
- 2022: City of the Dead
- 2022: Hourglass
- 2023: Lion Eyes
- 2023: Evil
- 2023: Ruin My Lfe
- 2023: House of Mirrors

## Statistik

### Chartauswertung
|                     | DE    | AT    | CH    | UK    | US     | Rock       |
| ------------------- | ----- | ----- | ----- | ----- | ------ | ---------- |
| Nummer-eins-Alben   | DE—DE | AT—AT | CH—CH | UK—UK | US—US  | Rock1Rock  |
| Top-10-Alben        | DE—DE | AT—AT | CH—CH | UK—UK | US2US  | Rock6Rock  |
| Alben in den Charts | DE5DE | AT3AT | CH2CH | UK6UK | US11US | Rock10Rock |

|                       | DE    | AT    | CH    | UK    | US    | Rock      |
| --------------------- | ----- | ----- | ----- | ----- | ----- | --------- |
| Nummer-eins-Singles   | DE—DE | AT—AT | CH—CH | UK—UK | US—US | Rock—Rock |
| Top-10-Singles        | DE—DE | AT—AT | CH—CH | UK—UK | US—US | Rock—Rock |
| Singles in den Charts | DE—DE | AT—AT | CH—CH | UK—UK | US—US | Rock7Rock |

### Auszeichnungen für Musikverkäufe
| Goldene Schallplatte - Vereinigte Staaten - 2022: für das Lied City Platin-Schallplatte - Kanada - 2018: für das Album Swan Songs | 3× Platin-Schallplatte - Brasilien - 2022: für das Lied Riot |

Anmerkung: Auszeichnungen in Ländern aus den Charttabellen bzw. Chartboxen sind in ebendiesen zu finden.
| Land/RegionAuszeichnungen für Musikverkäufe (Land/Region, Auszeichnungen, Verkäufe, Quellen) | Silber     | Gold       | Platin     | Verkäufe   | Quellen             |
| -------------------------------------------------------------------------------------------- | ---------- | ---------- | ---------- | ---------- | ------------------- |
| Brasilien (PMB)                                                                              | —          | —          | 3× Platin3 | 120.000    | pro-musicabr.org.br |
| Kanada (MC)                                                                                  | —          | —          | Platin1    | 80.000     | musiccanada.com     |
| Vereinigte Staaten (RIAA)                                                                    | —          | 10× Gold10 | 5× Platin5 | 10.000.000 | riaa.com            |
| Vereinigtes Königreich (BPI)                                                                 | 4× Silber4 | —          | —          | 520.000    | bpi.co.uk           |
| Insgesamt                                                                                    | 4× Silber4 | 10× Gold10 | 9× Platin9 |            |                     |